# غم‌ها و شادی‌ها
غم‌ها و شادی‌ها فیلمی به کارگردانی و نویسندگی احمد صفایی محصول سال ۱۳۴۶ است.

## خلاصه داستان
نرگس، بر اثر تصادف اتومبیل مشاعر خود را از دست می‌دهد و گذشته اش را فراموش می‌کند. نرگس که از خانه و زندگی پدری دورمانده با جوان خوش طینتی به نام فرهاد و دوستش عباس آشنا می‌شود و به تدریج به فرهاد دل می‌بندد. نرگس که زبانش بند آمده بر اثر حادثه ای زبان می‌گشاید و همراه فرهاد و عباس در کابارهٔ جمشید برنامه اجرا می‌کند. فرهاد و نرگس ازدواج می‌کنند و اندکی بعد رابطه شان با جمشید به هم می‌خورد. جمشید به کمک خوانندهٔ کاباره اش فریده، نرگس را می‌رباید و به خارج از شهر می‌برد و به عمق دره می‌اندازد. نرگس به شدت زخمی می‌شود اما پس از مدتی مشاعر و گذشتهٔ خود را بازمی‌یابد و نزد پدرش بازمی‌گردد. فرهاد، نرگس را می‌یابد و او را متقاعد می‌کند که همسر گم شدهٔ او است. آن دو زندگی مشترکشان را از سر می‌گیرند.

## بازیگران
- منوچهر وثوق
- کتایون
- محمد عبدی
- ثریا (بازیگر)
- دلیله نمازی
- فیضی (بازیگر)
- عباس مهردادیان
- جمشید مهرداد
- ازهدی (بازیگر)
- غیاث (بازیگر)
- نعمت‌الله گرجی
- حسن بلور
- علی‌اکبر مهدوی‌فر
- عطایی (بازیگر)